# Šariš
Пивоварня Шариш (словац. Pivovar Šariš) — словацкое пивоваренное предприятие, входящее в группу компаний Plzeňský Prazdroj Slovensko, a. s, которая принадлежит одному из крупнейших мировых производителей пива — японской корпорации Asahi Breweries, Ltd.
Название предприятия происходит от названия городка Вельки-Шариш (Veľký Šariš) неподалёку от Прешова (Prešov), в котором оно расположено.

## История
Пивоварение в окрестностях Вельки-Шариш имеет многовековые традиции, существование в городке цеха пивоваров упоминается в источниках уже начала XVI в.
История пивоварни Pivovar Šariš берёт начало в 1964 году, когда в Вельки-Шарише началось строительство новейшей пивоварни, которая с завершением строительства в 1967 стала крупнейшим пивоваренным предприятием в Словакии. В 1969 году начинается экспорт продукции, первые страны-импортёры — СССР и Венгрия. Позже была проведена масштабная модернизация производства, позволившая довести годовой объём выпуска пива до 9 миллионов декалитров уже к 1983 году. Пивоварня одной из первых в ЧССР перешла на сбраживание и созревание пива в цилиндроконических танках вместо традиционного двухъёмкостного способа. В начале 1990-х пивоварню приватизировали, и она доказала свою жизнеспособность в условиях рыночной экономики.
Новый этап деятельности предприятия начался в 1997 году, когда контроль над ним получил южноафриканский пивоваренный гигант SAB, который впоследствии трансформировался в международную корпорацию SABMiller. В начале 2007 года она приняла решение объединить свои активы в Словакии, к коим помимо пивоварни Šariš относилась и Topvar в Топольчанах, в одно юридическое лицо, получившее название Pivovary Topvar, a. s.
С марта 2010 года пивоварня Topvar полностью остановила производство, оставив за собой функции регионального дистрибьютора. Пивоварня Šariš взяла на себя производственные функции в структуре компании Pivovary Topvar, a. s.
13 декабря 2016 года Pivovary Topvar, a. s. перешла в собственность Asahi Breweries, Ltd. В 2018 году переименована в Plzeňský Prazdroj Slovensko, a. s.

## Ассортимент пива

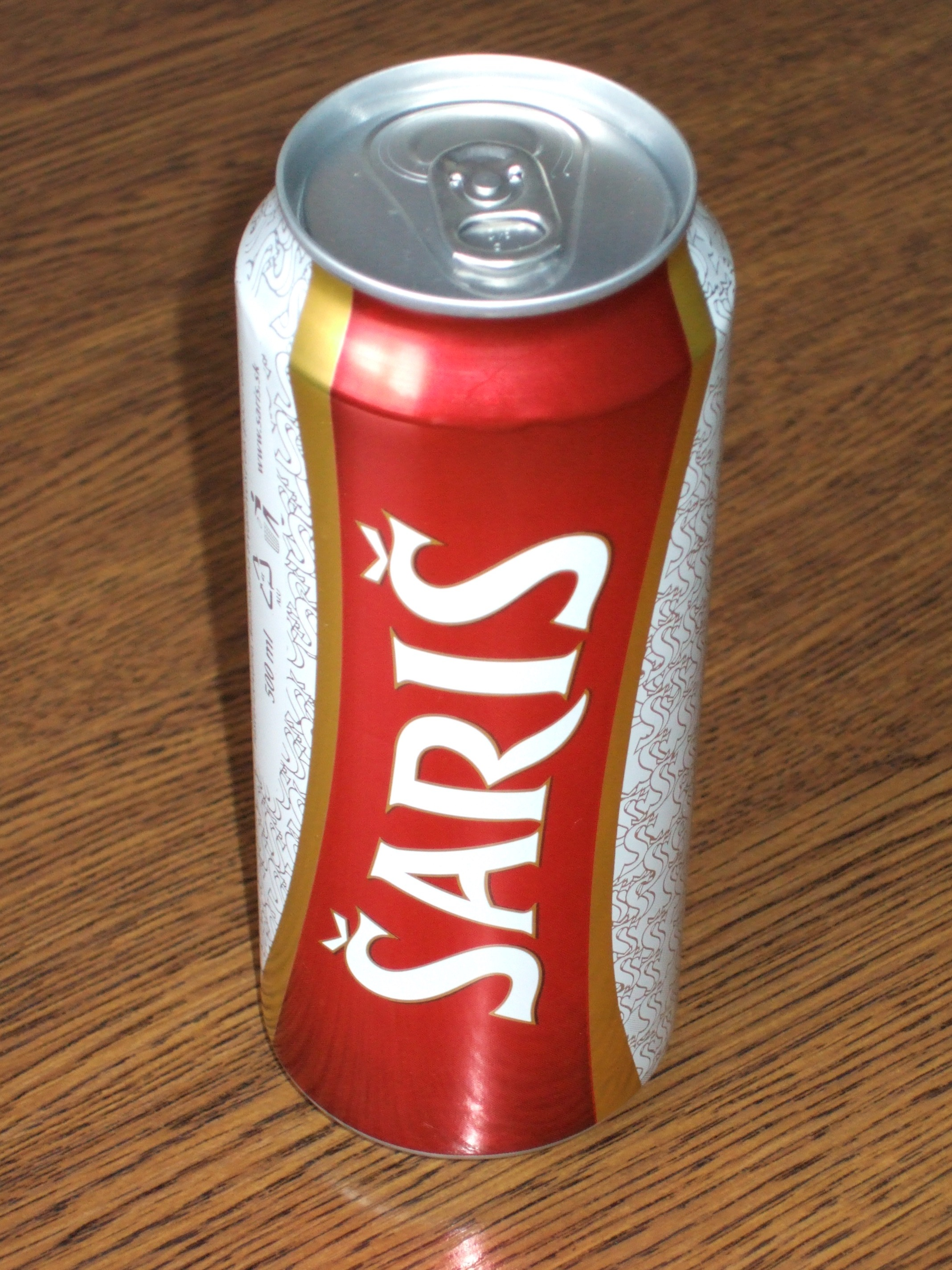
Банка пива Šariš

Сейчас пивоварней производится пиво следующих сортов под торговой маркой Šariš:
- Šariš 10% Svetlé Výčapné Pivo — светлое «барное» пиво. Самый первый сорт пивоварни, с производства которого началась история торговой марки в 1967.
- Šariš Zlata 12% Svetlý ležiak —  по-словацки svetlý ležiak (светлый лагер) — светлое пиво двойного брожения.
- Šariš Tmavý ležiak — по-словацки tmavý ležiak (тёмный лагер) — тёмное пиво, которое производится с использованием четырёх видов солода.
- Šariš Nefiltrované — нефильтрованное пиво в кегах с типичной дрожжевой ноткой, золотистым цветом и своеобразным вкусом.
- Šariš 12% Nepasterizované — непастеризованное пиво в специальных танках исключительно для пабов с приемлемой резкостью, свежестью, тёплым вкусом и богатой пеной.
- Šariš Radler —  radler červený pomaranč (радлер красный апельсин) сочетает в себе традиционное качество пива Šariš с натуральным соком из красных апельсинов.
- Šariš Ejl — словацкий взгляд на английский эль.

Кроме пива торговой марки Šariš, пивоварней производится пиво словацких торговых марок Smädný mních и Topvar, а также пиво чешских торговых марок принадлежащих Asahi Breweries: Gambrinus и Velkopopovický Kozel.